# エプソン販売
エプソン販売株式会社（エプソンはんばい、英: Epson Sales Japan Corporation）は、東京都新宿区に本社を置く、エプソン製品の販売や卸売、サポート等を行うセイコーエプソン株式会社の連結子会社である。かつてはEPSON PCシリーズの販売窓口会社であったが、パソコン販売事業の大半は子会社であるエプソンダイレクト株式会社に移管している。

## 沿革
- 1983年5月 - 設立
- 2005年3月 - 品川プリンスホテルとオフィシャルパートナー契約を締結
- 2006年11月 - エー・アイ・ソフトを吸収合併。